# Teggina
Il Teggina è un fiume della provincia di Arezzo, affluente di destra dell'Arno presso Bibbiena.
Sull'origine del nome non c'è certezza: con questo nome sono denominati sia il torrente in se che un grosso affluente, chiamato nelle carte Teggina II per distinguerli, che sfocia ad Ortignano e nasce presso la frazione di Badia a Tega, parola certamente imparentata con "Teggina", e a cui il Pieri collega l'etrusco Tequnas e Tecumnal e il latino Tegonius.

## Percorso
Nasce da una sorgente pochi metri sotto la Croce del Pratomagno, nel comune di Castel San Niccolò, ciononostante qualche decina di metri dopo, all'attraversamento di un sentiero, presenta già portata copiosa.
Questa portata aumenta velocemente nei primi chilometri, alimentata dai centinaia di fossi del Pratomagno ricchissimo d'acque.
Dopo circa 5 km e 1000 metri di altitudine fatti, arriva al paese di Raggiolo, dove è solcato dall'antico Ponte dell'Usciolino, facente parte del sentiero che collega il paese alla vicina Quota, e dove si unisce, immediatamente a sud del paese, col torrente Barbozzaia formando il torrente Teggina vero e proprio.
Da qui procede mantenendosi alla sinistra della S.P 64 di Ortignano Raggiolo, arrivando presso Ortignano, dove riceve il Teggina II, l'unico altro affluente con acqua tutto l'anno dopo il Barbozzaia.
Procede 1 km ancora attraversando San Piero in Frassino e procedendo da qui in poi alla destra della S.P 64.
Il basso corso del Teggina è circa 5-6 km, che percorre con poca pendenza nella piana che ha scavato, buttandosi nell'Arno pochi metri prima della foce dell'Archiano, presso Bibbiena.

## Caratteristiche
Ha un regime torrentizio, caratterizzato da presenza permanente di acqua tutto l'anno, con il periodo di magra tra luglio e agosto e piene ricorrenti tra settembre e maggio, più frequenti nei mesi di ottobre, novembre e marzo.
È alimentato principalmente dalle piogge, ma nel periodo primaverile riceve anche le acque della neve del Pratomagno che si scioglie.
Durante la piena di dicembre 2022 è franata la pista ciclabile, presente lungo tutto il suo corso, in Località Le Macee.

## Galleria d'immagini

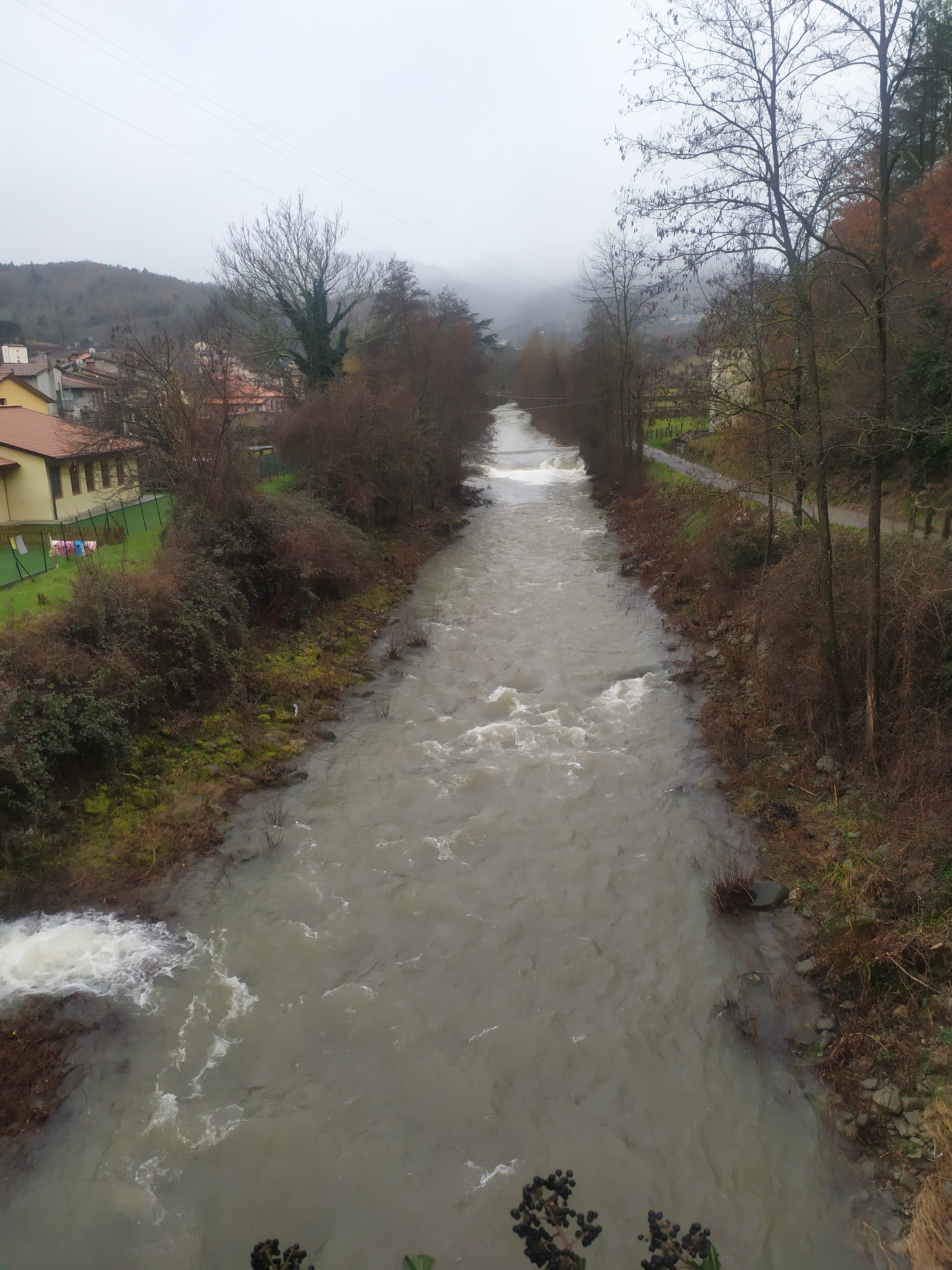
Teggina a San Piero in Frassino
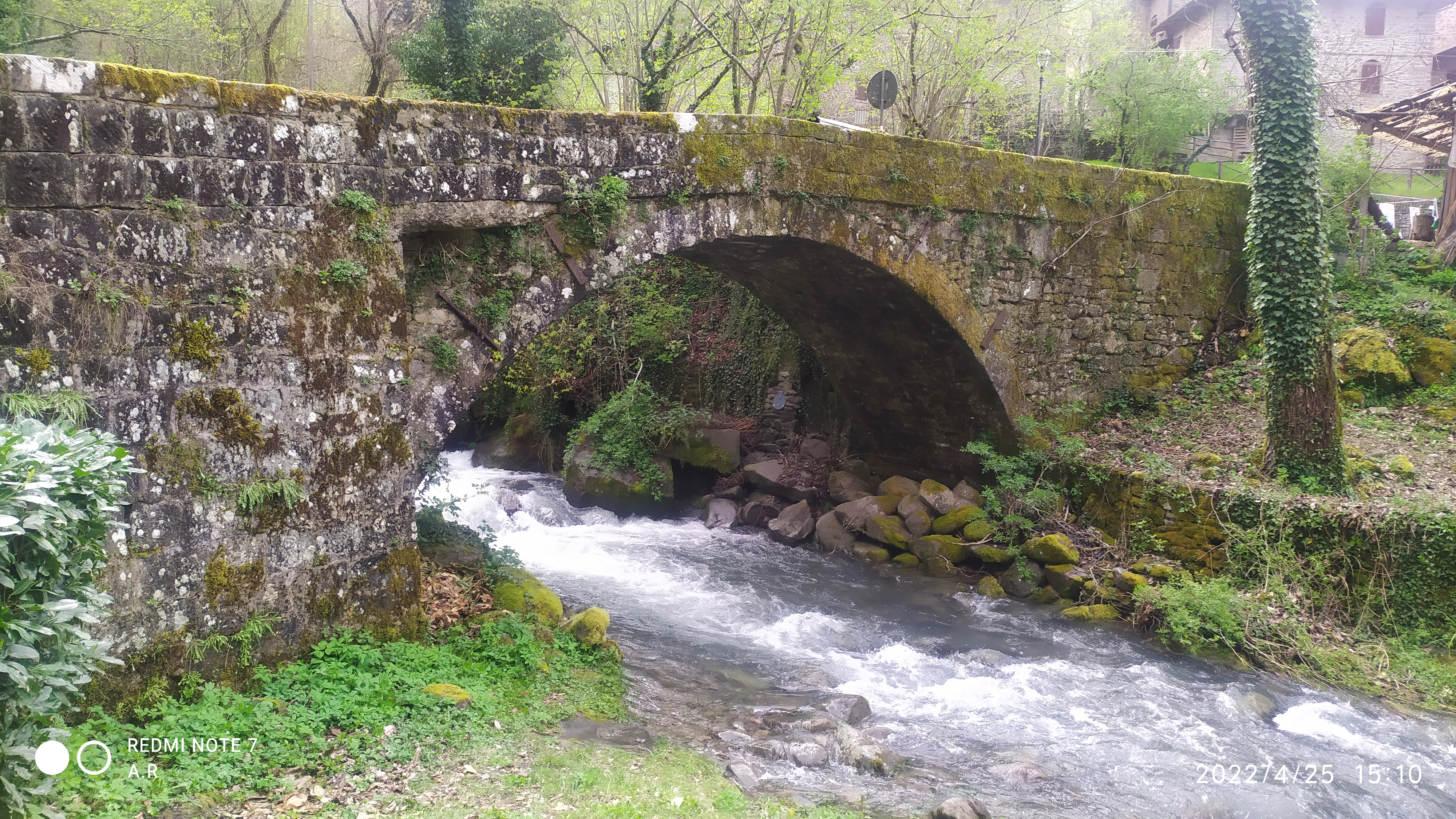
Torrente Barbozzaia a Raggiolo, 25 Aprile 2022
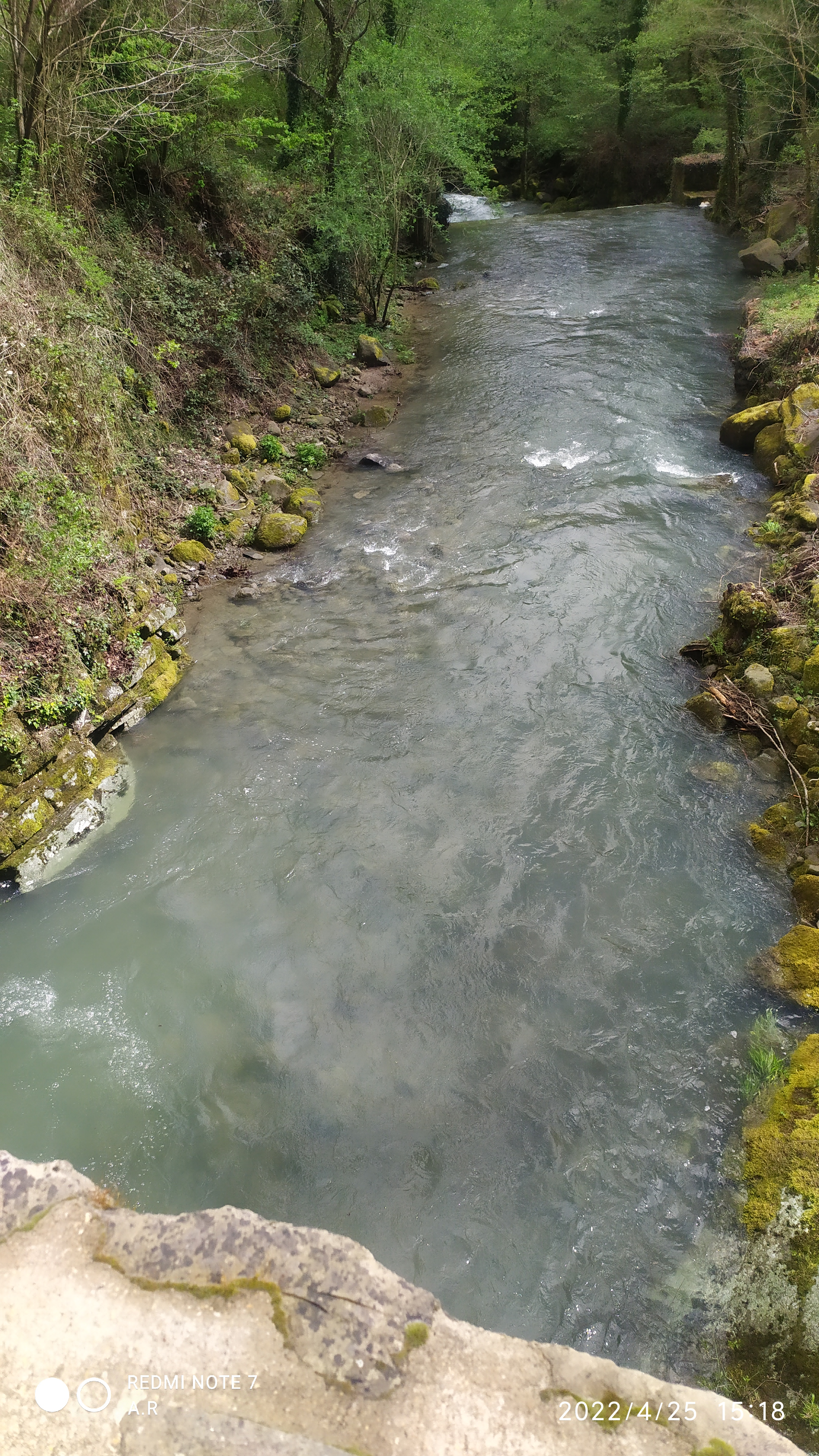
Teggina visto verso valle dal Ponte dell'Usciolino a Raggiolo, poco prima dell'unione col torrente Barbozzaia